# Comuna Todirești, Suceava
Todirești este o comună în județul Suceava, Bucovina, România, formată din satele Costâna, Părhăuți, Sârghiești, Soloneț și Todirești (reședința). Se află la aproximativ 20 km de Suceava, mergând spre orașul Siret, iar în localitatea Dărmănești se face la stânga din drumul principal spre Cacica, renumită pentru salina din localitate.
La recensământul din 2002, comuna Todirești avea o populație de 5.778 de locuitori.
Satul Todirești este recunoscut în special datorită lalelei negre, plante aflate în extravilanul acestui sat recunoscute și sub numele de „badigan”.

## Demografie
Componența etnică a comunei Todirești
     Români (92,89%)
     Alte etnii (0,31%)
     Necunoscută (6,8%)
Componența confesională a comunei Todirești
     Ortodocși (85,05%)
     Penticostali (4,18%)
     Adventiști (2,97%)
     Alte religii (0,52%)
     Necunoscută (7,28%)
Conform recensământului efectuat în 2021, populația comunei Todirești se ridică la 4.810 locuitori, în scădere față de recensământul anterior din 2011, când fuseseră înregistrați 5.259 de locuitori. Majoritatea locuitorilor sunt români (92,89%), iar pentru 6,8% nu se cunoaște apartenența etnică. Din punct de vedere confesional, majoritatea locuitorilor sunt ortodocși (85,05%), cu minorități de penticostali (4,18%) și adventiști (2,97%), iar pentru 7,28% nu se cunoaște apartenența confesională.

## Politică și administrație
Comuna Todirești este administrată de un primar și un consiliu local compus din 15 consilieri. Primarul, Mugurel Bocancea[*], de la Partidul Național Liberal, este în funcție din octombrie 2020. Începând cu alegerile locale din 2024, consiliul local are următoarea componență pe partide politice:
|  | Partid                          | Consilieri | Componența Consiliului | Componența Consiliului | Componența Consiliului | Componența Consiliului | Componența Consiliului | Componența Consiliului |
|  | ------------------------------- | ---------- | ---------------------- | ---------------------- | ---------------------- | ---------------------- | ---------------------- | ---------------------- |
|  | Partidul Național Liberal       | 6          |                        |                        |                        |                        |                        |                        |
|  | Partidul Social Democrat        | 5          |                        |                        |                        |                        |                        |                        |
|  | Partidul Verde                  | 3          |                        |                        |                        |                        |                        |                        |
|  | Alianța pentru Unirea Românilor | 1          |                        |                        |                        |                        |                        |                        |

## Recensământul din 1930
Componența etnică a comunei Todirești
     Români (95,45%)
     Germani (1,9%)
     Evrei (1,15%)
     Maghiari (1,15%)
     Altă etnie (0,4%)
Componența confesională a comunei Todirești
     Ortodocși (95,35%)
     Romano-catolici (2,45%)
     Mozaici (1,15%)
     Evanghelici\Luterani (0,85%)
     Altă religie (0,2%)
Conform recensământului efectuat în 1930, populația comunei Todirești se ridica la 1532 locuitori. Majoritatea locuitorilor erau români (95,45%), cu o minoritate de germani (1,9%), una de evrei (1,15%) și una de maghiari (1,15%). Alte persoane s-au declarat: ruteni (3 persoane), polonezi (4 persoane). Din punct de vedere confesional, majoritatea locuitorilor erau ortodocși (95,35%), dar existau și romano-catolici (2,45%), mozaici (1,15%) și evanghelici\luterani (0,85%) . Alte persoane au declarat: greco-catolici (5 persoane).

## Obiective turistice
- Biserica din lemn cu hramul „Sfântul Nicolae” din Soloneț, construită în anul 1781.
- Biserica de lemn din Todirești - monument istoric datând din 1782
- Biserica Duminica Tuturor Sfinților din Părhăuți - biserică ctitorită în anul 1522 de către marele logofăt Gavriil Trotușan

## Personalități
- Grigore Crăciunescu